# العواكب (الحد)

تعديل مصدري - تعديل

العواكب هي إحدى قرى عزلة الحد بمديرية الحد التابعة لمحافظة لحج، بلغ تعداد سكانها 716 نسمة حسب تعداد اليمن لعام 2004.